# شیشه‌ماهیان کوتوله
شیشه‌ماهیان کوتوله (نام علمی: Phallostethidae) نام یک تیره از راسته گل‌آذین‌ماهی‌سانان است.